# Major League Soccer 2011
La Major League Soccer 2011 è stata la sedicesima edizione del campionato di calcio nordamericano, iniziata il 15 marzo 2011 e conclusa il 20 novembre 2011.
Il numero di partecipanti è aumentato da 16 a 18, grazie all'ammissione di Portland Timbers e Vancouver Whitecaps. Per equilibrare le due conference i texani dell'Houston Dynamo sono passati dalla Western alla Eastern. Il Kansas City Wizards ha cambiato nome in Sporting Kansas City.

## Formula
Le squadre sono divise in due conference, la “Western Conference” e la “Eastern Conference”, in base alla loro posizione geografica. Lo svolgimento del torneo avviene in due fasi. La prima fase è la stagione regolare, in cui ogni squadra incontra le altre due volte, una in casa e una in trasferta, per un totale di 34 partite, 17 in casa e 17 fuori. Infatti per il secondo anno di fila la MLS ha adottato un calendario simmetrico di tipo europeo. Vengono assegnati tre punti per ogni vittoria e un punto per ogni pareggio.
Rispetto alla stagione precedente aumenta il numero di squadre che ha accesso ai play-off per il titolo: le prime tre squadre di ogni conference si qualificano direttamente, mentre la quarta e la quinta disputano uno spareggio in partita secca. Vengono disputati incontri di andata e ritorno nei quarti, mentre le semifinali e la finale sono in gara unica: le semifinali in casa della squadra meglio piazzata, la finale su un campo individuato nel corso della stagione.
Similmente alle altre grandi leghe americane di sport professionistici, non è prevista alcuna retrocessione né promozione.
Si qualificano alla CONCACAF Champions League la vincitrice della MLS Cup, la vincitrice del Supporters' Shield (cioè la squadra con più punti al termine della stagione regolare) e l'altra finalista dei play-off. A queste si aggiunge la vincitrice della coppa nazionale, la Lamar Hunt U.S. Open Cup. Se una squadra occupa più di una di queste posizioni si scorre la classifica della stagione regolare fino alla prima non qualificata. Stesso procedimento se una posizione utile è occupata da una squadra canadese, visto che queste ultime si qualificano alla Champions League tramite il Canadian Championship.

## Squadre partecipanti
| Club                | Stagione | Città          | Stadio                                                 | Stagione 2010                                       |
| ------------------- | -------- | -------------- | ------------------------------------------------------ | --------------------------------------------------- |
| Chicago Fire        | dettagli | Chicago        | Toyota Park (Bridgeview)                               | 4º nella Eastern Conference                         |
| Chivas USA          | dettagli | Los Angeles    | The Home Depot Center (Carson)                         | 8º nella Western Conference                         |
| Colorado Rapids     | dettagli | Denver         | Dick's Sporting Goods Park (Commerce City)             | 5º nella Western Conference Vincitore della MLS Cup |
| Columbus Crew       | dettagli | Columbus       | Columbus Crew Stadium                                  | 2º nella Eastern Conference                         |
| FC Dallas           | dettagli | Dallas         | Pizza Hut Park (Frisco)                                | 3º nella Western Conference                         |
| D.C. United         | dettagli | Washington     | RFK Stadium                                            | 8º nella Eastern Conference                         |
| Houston Dynamo      | dettagli | Houston        | Robertson Stadium                                      | 7º nella Western Conference                         |
| LA Galaxy           | dettagli | Los Angeles    | The Home Depot Center (Carson)                         | Vincitore del MLS Supporters' Shield                |
| N.E. Revolution     | dettagli | Foxborough     | Gillette Stadium                                       | 6º nella Eastern Conference                         |
| N.Y. Red Bulls      | dettagli | New York       | Red Bull Arena (Harrison, NJ)                          | 1º nella Eastern Conference                         |
| Philadelphia Union  | dettagli | Filadelfia     | PPL Park (Chester)                                     | 7º nella Eastern Conference                         |
| Portland Timbers    | dettagli | Portland       | Jeld-Wen Field                                         | Esordiente                                          |
| Real Salt Lake      | dettagli | Salt Lake City | Rio Tinto Stadium (Sandy)                              | 2º nella Western Conference                         |
| S.J. Earthquakes    | dettagli | San Jose       | Buck Shaw Stadium (Santa Clara)                        | 6º nella Western Conference                         |
| Seattle Sounders    | dettagli | Seattle        | CenturyLink Field                                      | 4º nella Western Conference                         |
| Sporting K.C.       | dettagli | Kansas City    | Livestrong Sporting Park                               | 3º nella Eastern Conference                         |
| Toronto FC          | dettagli | Toronto        | BMO Field                                              | 5º nella Eastern Conference                         |
| Vancouver Whitecaps | dettagli | Vancouver      | BC Place (dal 02/10) Empire Field (dal 15/03 al 24/09) | Esordiente                                          |

### Allenatori
| Club                | Allenatore                                                           |
| ------------------- | -------------------------------------------------------------------- |
| Chicago Fire        | Carlos de los Cobos (fino al 30 maggio) Frank Klopas (dal 30 maggio) |
| Chivas USA          | Robin Fraser                                                         |
| Colorado Rapids     | Gary Smith                                                           |
| Columbus Crew       | Robert Warzycha                                                      |
| FC Dallas           | Schellas Hyndman                                                     |
| D.C. United         | Ben Olsen                                                            |
| Houston Dynamo      | Dominic Kinnear                                                      |
| LA Galaxy           | Bruce Arena                                                          |
| N.E. Revolution     | Steve Nicol                                                          |
| N.Y. Bulls          | Hans Backe                                                           |
| Philadelphia Union  | Piotr Nowak                                                          |
| Portland Timbers    | John Spencer                                                         |
| Real Salt Lake      | Jason Kreis                                                          |
| S.J. Earthquakes    | Frank Yallop                                                         |
| Seattle Sounders    | Sigi Schmid                                                          |
| Sporting K.C.       | Peter Vermes                                                         |
| Toronto FC          | Aron Winter                                                          |
| Vancouver Whitecaps | Teitur Thordarson (fino al 30 maggio) Tom Soehn (dal 30 maggio)      |

## Classifiche Regular Season

### Eastern Conference
|  | Pos. | Squadra            | Pt | G  | V  | N  | P  | GF | GS | DR  |
|  | ---- | ------------------ | -- | -- | -- | -- | -- | -- | -- | --- |
|  | 1.   | Sporting K.C.      | 51 | 34 | 13 | 12 | 9  | 50 | 40 | +10 |
|  | 2.   | Houston Dynamo     | 49 | 34 | 12 | 13 | 9  | 45 | 41 | +4  |
|  | 3.   | Philadelphia Union | 48 | 34 | 11 | 15 | 8  | 44 | 36 | +8  |
|  | 4.   | Columbus Crew      | 47 | 34 | 13 | 8  | 13 | 43 | 44 | -1  |
|  | 5.   | N.Y. Red Bulls     | 46 | 34 | 10 | 16 | 8  | 50 | 44 | +6  |
|  | 6.   | Chicago Fire       | 43 | 34 | 9  | 16 | 9  | 46 | 45 | +1  |
|  | 7.   | D.C. United        | 39 | 34 | 9  | 12 | 13 | 49 | 52 | -3  |
|  | 8.   | Toronto FC         | 33 | 34 | 6  | 15 | 13 | 36 | 59 | -23 |
|  | 9.   | N.E. Revolution    | 28 | 34 | 5  | 13 | 16 | 38 | 58 | -20 |

Legenda:

      Ammesse alle semifinali di Conference dei Play-off
      Ammesse al primo turno dei Play-off

### Western Conference
|  | Pos. | Squadra             | Pt | G  | V  | N  | P  | GF | GS | DR  |
|  | ---- | ------------------- | -- | -- | -- | -- | -- | -- | -- | --- |
|  | 1.   | LA Galaxy           | 67 | 34 | 19 | 10 | 5  | 48 | 28 | +20 |
|  | 2.   | Seattle Sounders    | 63 | 34 | 18 | 9  | 7  | 56 | 37 | +19 |
|  | 3.   | Real Salt Lake      | 53 | 34 | 15 | 8  | 11 | 44 | 36 | +8  |
|  | 4.   | FC Dallas           | 52 | 34 | 15 | 7  | 12 | 42 | 39 | +3  |
|  | 5.   | Colorado Rapids     | 49 | 34 | 12 | 13 | 9  | 44 | 41 | +3  |
|  | 6.   | Portland Timbers    | 42 | 34 | 11 | 9  | 14 | 40 | 48 | -8  |
|  | 7.   | S.J. Earthquakes    | 38 | 34 | 8  | 14 | 12 | 40 | 45 | -5  |
|  | 8.   | Chivas USA          | 36 | 34 | 8  | 12 | 14 | 41 | 43 | -2  |
|  | 9.   | Vancouver Whitecaps | 28 | 34 | 6  | 10 | 18 | 35 | 55 | -20 |

Legenda:

      Ammesse alle semifinali di Conference dei Play-off
      Ammesse al primo turno dei Play-off

### Classifica generale
|  | Pos. | Squadra             | Pt | G  | V  | N  | P  | GF | GS | DR  |
|  | ---- | ------------------- | -- | -- | -- | -- | -- | -- | -- | --- |
|  | 1.   | LA Galaxy           | 67 | 34 | 19 | 10 | 5  | 48 | 28 | +20 |
|  | 2.   | Seattle Sounders    | 63 | 34 | 18 | 9  | 7  | 56 | 37 | +19 |
|  | 3.   | Real Salt Lake      | 53 | 34 | 15 | 8  | 11 | 44 | 36 | +8  |
|  | 4.   | FC Dallas           | 52 | 34 | 15 | 7  | 12 | 42 | 39 | +3  |
|  | 5.   | Sporting K.C.       | 51 | 34 | 13 | 12 | 9  | 50 | 40 | +10 |
|  | 6.   | Colorado Rapids     | 49 | 34 | 12 | 13 | 9  | 44 | 41 | +3  |
|  | 7.   | Houston Dynamo      | 49 | 34 | 12 | 13 | 9  | 45 | 41 | +4  |
|  | 8.   | Philadelphia Union  | 48 | 34 | 11 | 15 | 8  | 44 | 36 | +8  |
|  | 9.   | Columbus Crew       | 47 | 34 | 13 | 8  | 13 | 43 | 44 | -1  |
|  | 10.  | N.Y. Red Bulls      | 46 | 34 | 10 | 16 | 8  | 50 | 44 | +6  |
|  | 11.  | Chicago Fire        | 43 | 34 | 9  | 16 | 9  | 46 | 45 | +1  |
|  | 12.  | Portland Timbers    | 42 | 34 | 11 | 9  | 14 | 40 | 48 | -8  |
|  | 13.  | D.C. United         | 39 | 34 | 9  | 12 | 13 | 49 | 52 | -3  |
|  | 14.  | S.J. Earthquakes    | 38 | 34 | 8  | 14 | 12 | 40 | 45 | -5  |
|  | 15.  | Chivas USA          | 36 | 34 | 8  | 12 | 14 | 41 | 43 | -2  |
|  | 16.  | Toronto FC          | 33 | 34 | 6  | 15 | 13 | 36 | 59 | -23 |
|  | 17.  | N.E. Revolution     | 28 | 34 | 5  | 13 | 16 | 38 | 58 | -20 |
|  | 18.  | Vancouver Whitecaps | 28 | 34 | 6  | 10 | 18 | 35 | 55 | -20 |

Legenda:

      Toronto FC qualificato ai preliminari della CONCACAF Champions League 2011-2012 perché vincitore del Canadian Championship 2011
      Qualificate alla CONCACAF Champions League 2012-2013:
- L.A. Galaxy vincitore della MLS e del Supporters' Shield
- Houston Dynamo finalista dei Play-off
- Seattle Sounders vincitori della U.S. Open Cup 2011
- Real Salt Lake meglio piazzata fra le non già qualificate

In caso di arrivo a pari punti:
1. Punti negli scontri diretti
2. Differenza reti;
3. Gol fatti;
4. Differenza reti in trasferta;
5. Gol fatti in trasferta;
6. Differenza reti in casa;
7. Gol fatti in casa;
8. Minor numero di punti disciplinari nella League Fair Play table Archiviato il 21 ottobre 2020 in Internet Archive.;
9. Lancio della moneta (2 squadre) o estrazione a sorte (3 o più squadre).

## Risultati
Leggendo per riga si avranno i risultati casalinghi della squadra indicata in prima colonna, mentre leggendo per colonna si avranno i risultati in trasferta della squadra in prima riga.
|                     | CHI | CHV | COL | CLB | DAL | DCU | HOU | LAG | NER | NYR | PHI | POR | RSL | SJE | SEA | SKC | TOR | VAN |
| ------------------- | --- | --- | --- | --- | --- | --- | --- | --- | --- | --- | --- | --- | --- | --- | --- | --- | --- | --- |
| Chicago Fire        |     | 3-2 | 2-0 | 3-2 | 1-2 | 1-1 | 1-1 | 1-2 | 3-2 | 1-1 | 1-1 | 0-1 | 0-0 | 2-2 | 0-0 | 3-2 | 2-0 | 0-0 |
| Chivas USA          | 1-1 |     | 0-1 | 0-0 | 1-2 | 0-3 | 3-0 | 0-1 | 3-0 | 0-0 | 1-1 | 1-0 | 0-1 | 2-0 | 1-3 | 2-3 | 3-0 | 1-1 |
| Colorado Rapids     | 1-1 | 2-2 |     | 2-0 | 1-0 | 4-1 | 0-0 | 1-3 | 2-2 | 4-1 | 1-1 | 3-1 | 0-0 | 1-1 | 0-1 | 1-1 | 0-0 | 2-1 |
| Columbus Crew       | 0-1 | 3-3 | 4-1 |     | 2-0 | 2-1 | 2-2 | 0-1 | 3-1 | 0-0 | 2-1 | 1-0 | 2-1 | 0-0 | 1-1 | 1-0 | 2-4 | 2-1 |
| FC Dallas           | 1-1 | 1-0 | 3-0 | 2-0 |     | 0-0 | 0-1 | 2-1 | 1-0 | 0-1 | 2-0 | 4-0 | 0-0 | 0-2 | 0-1 | 1-4 | 1-0 | 2-0 |
| D.C. United         | 1-2 | 2-2 | 1-1 | 3-1 | 0-0 |     | 2-2 | 1-1 | 0-1 | 0-4 | 2-2 | 1-1 | 4-1 | 2-4 | 2-1 | 0-1 | 3-3 | 4-0 |
| Houston Dynamo      | 1-1 | 2-1 | 1-2 | 0-2 | 2-2 | 4-1 |     | 3-1 | 1-0 | 2-2 | 0-1 | 2-1 | 3-2 | 2-1 | 3-1 | 1-1 | 2-0 | 3-1 |
| LA Galaxy           | 2-1 | 1-0 | 1-0 | 1-0 | 3-1 | 0-0 | 1-0 |     | 1-1 | 1-1 | 1-0 | 3-0 | 2-1 | 2-0 | 0-0 | 4-1 | 2-2 | 3-0 |
| N.E. Revolution     | 1-1 | 2-3 | 0-0 | 0-3 | 2-0 | 2-1 | 1-1 | 0-1 |     | 2-2 | 4-4 | 1-1 | 0-2 | 1-2 | 1-2 | 3-2 | 0-0 | 1-0 |
| N.Y. Red Bulls      | 2-2 | 2-3 | 2-2 | 1-1 | 2-2 | 0-1 | 1-1 | 2-0 | 2-1 |     | 1-0 | 2-0 | 1-3 | 3-0 | 1-0 | 1-0 | 5-0 | 1-1 |
| Philadelphia Union  | 2-1 | 3-2 | 1-2 | 1-0 | 2-2 | 3-2 | 1-1 | 1-1 | 3-0 | 1-0 |     | 0-0 | 1-1 | 1-0 | 1-1 | 0-0 | 1-1 | 1-0 |
| Portland Timbers    | 4-2 | 1-0 | 0-1 | 1-0 | 3-2 | 2-3 | 0-2 | 3-0 | 3-0 | 3-3 | 1-0 |     | 1-0 | 1-1 | 2-3 | 1-2 | 2-2 | 2-1 |
| Real Salt Lake      | 0-3 | 1-0 | 1-0 | 0-2 | 2-0 | 1-1 | 0-0 | 4-1 | 3-3 | 3-0 | 2-1 | 1-1 |     | 4-0 | 1-2 | 1-0 | 3-1 | 2-0 |
| S.J. Earthquakes    | 2-0 | 1-2 | 1-2 | 3-0 | 4-2 | 0-2 | 2-0 | 0-0 | 2-1 | 2-2 | 0-0 | 1-1 | 0-1 |     | 2-2 | 1-1 | 1-1 | 2-2 |
| Seattle Sounders    | 2-1 | 0-0 | 4-3 | 6-2 | 0-1 | 3-0 | 1-1 | 0-1 | 2-1 | 4-2 | 0-2 | 1-1 | 1-2 | 2-1 |     | 1-0 | 3-0 | 2-2 |
| Sporting K.C.       | 0-0 | 1-1 | 1-1 | 2-1 | 2-3 | 1-0 | 3-0 | 2-2 | 1-1 | 2-0 | 1-1 | 3-1 | 2-0 | 1-0 | 1-2 |     | 4-2 | 2-1 |
| Toronto FC          | 2-2 | 1-1 | 2-1 | 1-1 | 0-1 | 0-3 | 2-1 | 0-0 | 2-2 | 1-1 | 2-6 | 2-0 | 1-0 | 1-1 | 0-1 | 0-0 |     | 1-0 |
| Vancouver Whitecaps | 4-2 | 0-0 | 1-2 | 0-1 | 1-2 | 2-1 | 1-0 | 0-4 | 1-1 | 1-1 | 1-0 | 0-1 | 3-0 | 1-1 | 1-3 | 3-3 | 4-2 |     |

Fonte: MLSsoccer.com Archiviato il 22 dicembre 2016 in Internet Archive.

## Play-off

### Tabellone
|  | Primo turno | Primo turno     | Primo turno |  |  | Semifinali di Conference | Semifinali di Conference | Semifinali di Conference | Semifinali di Conference |  |    | Finali di Conference | Finali di Conference | Finali di Conference |  |    | Finale MLS | Finale MLS     | Finale MLS |
|  |             |                 |             |  |  |                          |                          |                          |                          |  |    |                      |                      |                      |  |    |            |                |            |
|  |             |                 |             |  |  | W1                       | LA Galaxy                | 1                        | 2                        |  |    |                      |                      |                      |  |    |            |                |            |
|  |             |                 |             |  |  | W1                       | LA Galaxy                | 1                        | 2                        |  |    |                      |                      |                      |  |    |            |                |            |
|  |             |                 |             |  |  | E5                       | N.Y. Red Bulls           | 0                        | 1                        |  |    |                      |                      |                      |  |    |            |                |            |
|  | W4          | FC Dallas       | 0           |  |  | E5                       | N.Y. Red Bulls           | 0                        | 1                        |  |    |                      |                      |                      |  |    |            |                |            |
|  | W4          | FC Dallas       | 0           |  |  |                          |                          |                          |                          |  |    |                      |                      |                      |  |    |            |                |            |
|  | E5          | N.Y. Red Bulls  | 2           |  |  |                          |                          |                          |                          |  |    |                      |                      |                      |  |    |            |                |            |
|  | E5          | N.Y. Red Bulls  | 2           |  |  |                          |                          |                          |                          |  | W1 | LA Galaxy            | 3                    |                      |  |    |            |                |            |
|  |             |                 |             |  |  |                          |                          |                          |                          |  | W1 | LA Galaxy            | 3                    |                      |  |    |            |                |            |
|  |             |                 |             |  |  |                          |                          |                          |                          |  |    | W3                   | Real Salt Lake       | 1                    |  |    |            |                |            |
|  |             |                 |             |  |  |                          |                          |                          |                          |  |    | W3                   | Real Salt Lake       | 1                    |  |    |            |                |            |
|  |             |                 |             |  |  |                          |                          |                          |                          |  |    |                      |                      |                      |  |    |            |                |            |
|  |             |                 |             |  |  |                          |                          |                          |                          |  |    |                      |                      |                      |  |    |            |                |            |
|  |             |                 |             |  |  | W2                       | Seattle Sounders         | 0                        | 2                        |  |    |                      |                      |                      |  |    |            |                |            |
|  |             |                 |             |  |  | W2                       | Seattle Sounders         | 0                        | 2                        |  |    |                      |                      |                      |  |    |            |                |            |
|  |             |                 |             |  |  | W3                       | Real Salt Lake           | 3                        | 0                        |  |    |                      |                      |                      |  |    |            |                |            |
|  |             |                 |             |  |  | W3                       | Real Salt Lake           | 3                        | 0                        |  |    |                      |                      |                      |  |    |            |                |            |
|  |             |                 |             |  |  |                          |                          |                          |                          |  |    |                      |                      |                      |  |    |            |                |            |
|  |             |                 |             |  |  |                          |                          |                          |                          |  |    |                      |                      |                      |  |    |            |                |            |
|  |             |                 |             |  |  |                          |                          |                          |                          |  |    |                      |                      |                      |  | W1 | LA Galaxy  | 1              |            |
|  |             |                 |             |  |  |                          |                          |                          |                          |  |    |                      |                      |                      |  | W1 | LA Galaxy  | 1              |            |
|  |             |                 |             |  |  |                          |                          |                          |                          |  |    |                      |                      |                      |  |    | E2         | Houston Dynamo | 0          |
|  |             |                 |             |  |  |                          |                          |                          |                          |  |    |                      |                      |                      |  |    | E2         | Houston Dynamo | 0          |
|  |             |                 |             |  |  |                          |                          |                          |                          |  |    |                      |                      |                      |  |    |            |                |            |
|  |             |                 |             |  |  |                          |                          |                          |                          |  |    |                      |                      |                      |  |    |            |                |            |
|  |             |                 |             |  |  | E1                       | Sporting K.C.            | 2                        | 2                        |  |    |                      |                      |                      |  |    |            |                |            |
|  |             |                 |             |  |  | E1                       | Sporting K.C.            | 2                        | 2                        |  |    |                      |                      |                      |  |    |            |                |            |
|  |             |                 |             |  |  | W5                       | Colorado Rapids          | 0                        | 0                        |  |    |                      |                      |                      |  |    |            |                |            |
|  | W5          | Colorado Rapids | 1           |  |  |                          |                          |                          | 0                        |  |    |                      |                      |                      |  |    |            |                |            |
|  | W5          | Colorado Rapids | 1           |  |  |                          |                          |                          |                          |  |    |                      |                      |                      |  |    |            |                |            |
|  | E4          | Columbus Crew   | 0           |  |  |                          |                          |                          |                          |  |    |                      |                      |                      |  |    |            |                |            |
|  | E4          | Columbus Crew   | 0           |  |  |                          |                          |                          |                          |  | E1 | Sporting K.C.        | 0                    |                      |  |    |            |                |            |
|  |             |                 |             |  |  |                          |                          |                          |                          |  | E1 | Sporting K.C.        | 0                    |                      |  |    |            |                |            |
|  |             |                 |             |  |  |                          |                          |                          |                          |  |    | E2                   | Houston Dynamo       | 2                    |  |    |            |                |            |
|  |             |                 |             |  |  |                          |                          |                          |                          |  |    | E2                   | Houston Dynamo       | 2                    |  |    |            |                |            |
|  |             |                 |             |  |  |                          |                          |                          |                          |  |    |                      |                      |                      |  |    |            |                |            |
|  |             |                 |             |  |  |                          |                          |                          |                          |  |    |                      |                      |                      |  |    |            |                |            |
|  |             |                 |             |  |  | E2                       | Houston Dynamo           | 2                        | 1                        |  |    |                      |                      |                      |  |    |            |                |            |
|  |             |                 |             |  |  | E2                       | Houston Dynamo           | 2                        | 1                        |  |    |                      |                      |                      |  |    |            |                |            |
|  |             |                 |             |  |  | E3                       | Philadelphia Union       | 1                        | 0                        |  |    |                      |                      |                      |  |    |            |                |            |
|  |             |                 |             |  |  | E3                       | Philadelphia Union       | 1                        | 0                        |  |    |                      |                      |                      |  |    |            |                |            |

### Primo turno
| Arbitro: | Ricardo Salazar |

|  |           |                          |
|  | Marcatori | 61’ Lindpere 90+8’ Henry |

| Arbitro: | Jorge Gonzalez |

|              |           |  |
| Cummings 45’ | Marcatori |  |

### Semifinali di Conference
Andata
| Arbitro: | Mark Geiger |

|                               |           |  |
| Saborío 41’, 53’ Grabavoy 88’ | Marcatori |  |

| Arbitro: | Alex Prus |

|  |           |           |
|  | Marcatori | 15’ Magee |

| Arbitro: | Jair Marrufo |

|            |           |                      |
| Le Toux 7’ | Marcatori | 5’ Hainault 30’ Carr |

| Arbitro: | Baldomero Toledo |

|  |           |                         |
|  | Marcatori | 49’, 59’ (rig.) Bunbury |

Ritorno
| Arbitro: | Kevin Stott |

|                       |           |  |
| Collin 28’ Sapong 76’ | Marcatori |  |

| Arbitro: | Jair Marrufo |

|                              |           |  |
| Alonso 56’ (rig.) Neagle 61’ | Marcatori |  |

| Arbitro: | Ricardo Salazar |

|             |           |  |
| Ching 45+3’ | Marcatori |  |

| Arbitro: | Hilario Grajeda |

|                              |           |            |
| Magee 42’ Donovan 75’ (rig.) | Marcatori | 4’ Rodgers |

### Finali di Conference
| Arbitro: | Mark Geiger |

|  |           |                         |
|  | Marcatori | 53’ Hainault 87’ Costly |

| Arbitro: | Jorge Gonzalez |

|                                        |           |             |
| Donovan 23’ (rig.) Magee 58’ Keane 68’ | Marcatori | 25’ Saborío |

### Finale MLS
| Arbitro: | Ricardo Salazar |

|             |           |  |
| Donovan 72’ | Marcatori |  |

## Statistiche

### Classifica marcatori regular season
| Gol | Rigori |  | Giocatore         | Squadra             |
| --- | ------ |  | ----------------- | ------------------- |
| 16  | 4      |  | Dwayne De Rosario | D.C. United         |
| 16  | 1      |  | Chris Wondolowski | S.J. Earthquakes    |
| 14  |        |  | Thierry Henry     | N.Y. Red Bulls      |
| 13  | 5      |  | Andrés Mendoza    | Columbus Crew       |
| 12  |        |  | Fredy Montero     | Seattle Sounders    |
| 12  | 4      |  | Landon Donovan    | LA Galaxy           |
| 12  | 2      |  | Camilo Sanvezzo   | Vancouver Whitecaps |
| 12  |        |  | Dominic Oduro     | Chicago Fire        |

Fonte:MLSsoccer.com